# 湿重量
| ウィキペディアには「湿重量」という見出しの百科事典記事はありません（タイトルに「湿重量」を含むページの一覧/「湿重量」で始まるページの一覧）。 代わりにウィクショナリーのページ「湿重量」が役に立つかもしれません。 |